# 클루브 오리엔탈 데 푸트볼
클루브 오리엔탈 데 푸트볼(스페인어: Club Oriental de Football)은 우루과이 카넬로네스주 라파스를 연고로 하는 축구단이다. 1924년 6월 24일에 설립되었으며, 우루과이 세군다 디비시온에 참가하고 있다.